# Aixama

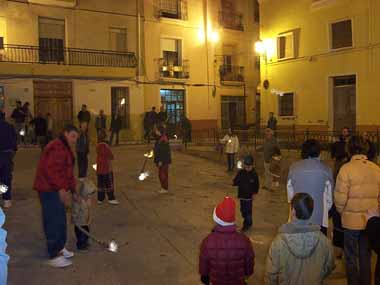
Rodando las aixamas en Relleu, Alicante.

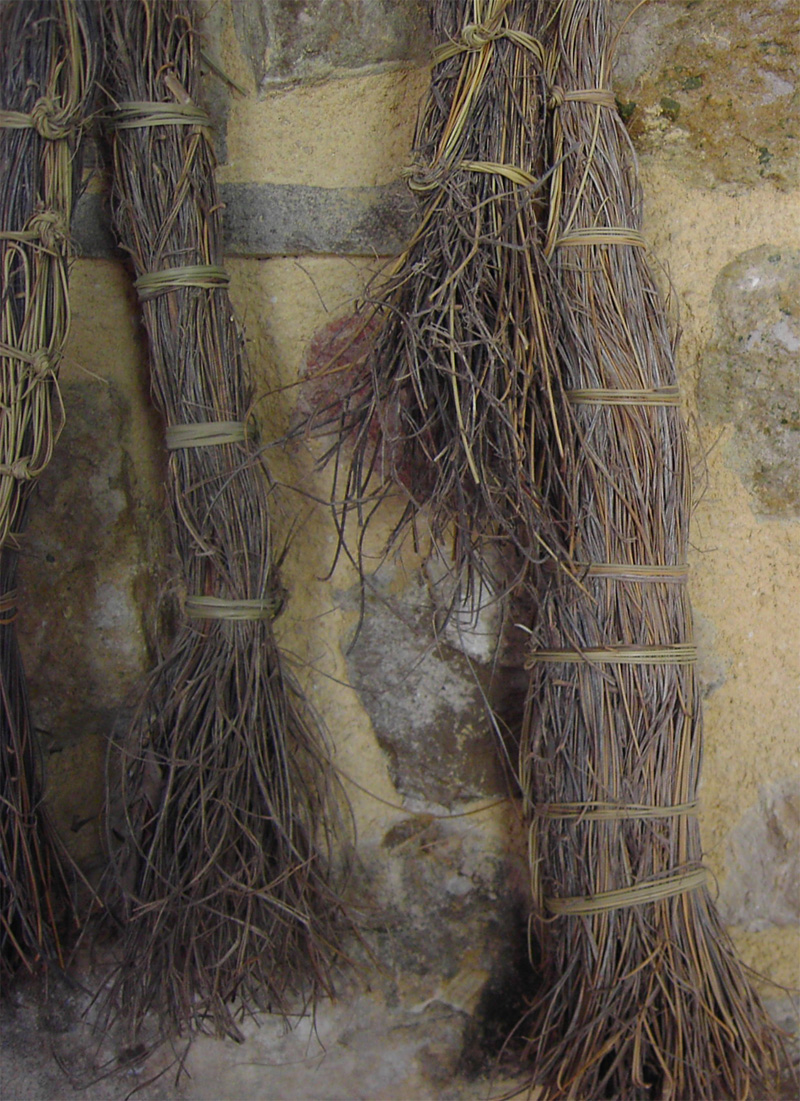
Una aixama seca.

Una aixama es una especie de antorcha. Tradicionalmente se ha realizado combinando el esparto verde con otro más seco. También pueden utilizarse otras plantas para formar el cuerpo, como por ejemplo hierbas aromáticas como espliego, romero o tomillo para que el humo que se desprenda huela bien.
El objetivo de esta antorcha es ser quemada en Nochebuena o por la tarde e ir por las calles pidiendo el aguinaldo. Esta acción es conocida como «Rodà de les aixames» o simplemente «Les Aixames». Actualmente esta tradición de origen pagano se mantiene viva en Relleu (Marina Baja), Jijona y Torremanzanas, Tibi y en Onil, aunque allí reciben el nombre de faies, aixames, atxes, xameles, torxes y fatxos.
Se piensa que esta acción de rodar las aixames en las fiestas de Navidad era una especie de ritual pero actualmente se desconoce de manera cierta el motivo o cualquier otro de los aspectos que significaba el llamado ritual de «rodar les aixames».